# اسکات هوچ
اسکات هوچ (انگلیسی: Scott Hoch؛ زادهٔ ۲۴ نوامبر ۱۹۵۵) یک گلف‌باز اهل ایالات متحده آمریکا است.